# Coupe d'Union soviétique de football 1975
Navigation
Édition 1974 Édition 1976
La Coupe d'Union soviétique 1975 est la 34e édition de la Coupe d'Union soviétique de football. Elle se déroule entre le 16 mars et le 9 août 1975.
La finale se joue le 9 août 1975 au Stade Lénine de Moscou et voit la victoire de l'Ararat Erevan, qui remporte sa deuxième coupe nationale aux dépens du Zaria Vorochilovgrad, finaliste malheureux pour la deuxième année de suite. Ce succès lui permet de se qualifier pour la Coupe des coupes 1975-1976.

## Format
Trente-six équipes prennent part à cette édition, soit l'intégralité des participants aux deux premières divisions soviétiques.
Le tournoi se divise en six tours, à l'issue desquels le vainqueur de la compétition est désigné. Les équipes de la première division font leur entrée en lice lors du deuxième tour.
Chaque confrontation prend la forme d'une rencontre unique jouée sur la pelouse d'une des deux équipes. En cas d'égalité à l'issue du temps réglementaire d'un match, une prolongation est jouée. Si celle-ci ne suffit pas à départager les deux équipes, le vainqueur est désigné à l'issue d'une séance de tirs au but.

## Résultats

### Premier tour
Les rencontres de ce tour sont jouées le 16 mars 1975.
| Date         | Domicile                  | Score    | Extérieur                         |
| ------------ | ------------------------- | -------- | --------------------------------- |
| 16 mars 1975 | Kouzbass Kemerovo (D2)    | 0 - 1    | (D2) Zvezda Perm                  |
| 16 mars 1975 | Ouralmach Sverdlovsk (D2) | 1 - 2    | (D2) Chinnik Iaroslavl            |
| 16 mars 1975 | Neftchi Bakou (D2)        | 1 - 0    | (D2) Torpedo Koutaïssi            |
| 16 mars 1975 | Tavria Simferopol (D2)    | 3 - 0    | (D2) Rubin Kazan                  |
| 16 mars 1975 | Spartak Ordjonikidé (D2)  | 1 - 2    | (D2) Metallist Kharkov            |
| 16 mars 1975 | Pamir Douchanbé (D2)      | 2 - 0    | (D2) Spartak Naltchik             |
| 16 mars 1975 | Metallourg Zaporojié (D2) | 2 - 1 ap | (D2) Spartak Ivano-Frankovsk (uk) |
| 16 mars 1975 | Alga Frounzé (D2)         | 2 - 1    | (D2) Kouban Krasnodar             |

### Seizièmes de finale
Les rencontres de ce tour sont jouées les 22 et 23 mars 1975. Cette phase voit l'entrée en lice des équipes de la première division 1975.
| Date         | Domicile                    | Score    | Extérieur                      |
| ------------ | --------------------------- | -------- | ------------------------------ |
|              | Dinamo Moscou (D1)          | forfait  | (D2) Alga Frounzé              |
| 22 mars 1975 | Chinnik Iaroslavl (D2)      | 2 - 1    | (D1) Tchernomorets Odessa      |
| 22 mars 1975 | Zvezda Perm (D2)            | 1 - 0    | (D1) Chakhtior Donetsk         |
| 23 mars 1975 | Dinamo Minsk (D2)           | 0 - 1    | (D1) Zénith Léningrad          |
| 23 mars 1975 | CSKA Moscou (D1)            | 3 - 2    | (D2) Tavria Simferopol         |
| 23 mars 1975 | Metallist Kharkov (D2)      | 1 - 4    | (D1) Pakhtakor Tachkent        |
| 23 mars 1975 | Kaïrat Alma-Ata (D2)        | 3 - 0    | (D1) Torpedo Moscou            |
| 23 mars 1975 | Zaria Vorochilovgrad (D1)   | 1 - 0    | (D2) SKA Rostov                |
| 23 mars 1975 | Dniepr Dniepropetrovsk (D1) | 1 - 2    | (D2) Pamir Douchanbé           |
| 23 mars 1975 | Dinamo Tbilissi (D1)        | 2 - 1    | (D2) Metallourg Zaporojié      |
| 23 mars 1975 | Nistru Kichinev (D2)        | 0 - 1 ap | (D1) Lokomotiv Moscou          |
| 23 mars 1975 | Karpaty Lvov (D1)           | 4 - 0    | (D2) Neftchi Bakou             |
| 23 mars 1975 | Ararat Erevan (D1)          | 4 - 1    | (D2) Krylia Sovetov Kouïbychev |

### Huitièmes de finale
Les rencontres de ce tour sont jouées les 5 et 6 avril 1975.
| Date         | Domicile                | Score                | Extérieur                 |
| ------------ | ----------------------- | -------------------- | ------------------------- |
| 5 avril 1975 | Zvezda Perm (D2)        | 0 - 0 ap (2 - 4 tab) | (D2) Kaïrat Alma-Ata      |
| 6 avril 1975 | Lokomotiv Moscou (D1)   | 2 - 1 ap             | (D1) Dinamo Moscou        |
| 6 avril 1975 | Pamir Douchanbé (D2)    | 0 - 0 ap (2 - 3 tab) | (D1) Zaria Vorochilovgrad |
| 6 avril 1975 | Chinnik Iaroslavl (D2)  | 0 - 1                | (D1) CSKA Moscou          |
| 6 avril 1975 | Zénith Léningrad (D1)   | 0 - 0 ap (2 - 4 tab) | (D1) Dinamo Tbilissi      |
| 6 avril 1975 | Pakhtakor Tachkent (D1) | 0 - 0 ap (5 - 4 tab) | (D1) Spartak Moscou       |
| 6 avril 1975 | Ararat Erevan (D1)      | 1 - 0 ap             | (D1) Karpaty Lvov         |

### Quarts de finale
Les rencontres de ce tour sont jouées les 2 et 3 juillet 1975.
| Date           | Domicile                | Score                | Extérieur                 |
| -------------- | ----------------------- | -------------------- | ------------------------- |
| 2 juillet 1975 | Pakhtakor Tachkent (D1) | 0 - 0 ap (2 - 4 tab) | (D1) Zaria Vorochilovgrad |
| 2 juillet 1975 | Lokomotiv Moscou (D1)   | 1 - 1 ap (3 - 5 tab) | (D1) Ararat Erevan        |
| 2 juillet 1975 | Dinamo Tbilissi (D1)    | 2 - 1 ap             | (D1) Dinamo Kiev          |
| 3 juillet 1975 | CSKA Moscou (D1)        | 3 - 0                | (D2) Kaïrat Alma-Ata      |

### Demi-finales
Les rencontres de ce tour sont jouées le 16 juillet 1975.
| Date            | Domicile                  | Score    | Extérieur            |
| --------------- | ------------------------- | -------- | -------------------- |
| 16 juillet 1975 | Ararat Erevan (D1)        | 3 - 1    | (D1) Dinamo Tbilissi |
| 16 juillet 1975 | Zaria Vorochilovgrad (D1) | 2 - 1 ap | (D1) CSKA Moscou     |

### Finale
| Titulaires :  |                         |     |
|               |                         |     |
|               | Alyosha Abrahamyan (en) |     |
|               | Sanasar Gevorkian (ru)  |     |
|               | Armen Sarkisian (ru)    |     |
|               | Aleksandr Mirzoyan (en) |     |
|               | Noraïr Mesropian (ru)   |     |
|               | Arkadi Andreasyan       |     |
|               | Sergueï Bondarenko (ru) |     |
|               | Levon Ishtoyan          | 72e |
|               | Eduard Markarov         |     |
|               | Souren Martirosian (ru) |     |
|               | Nazar Petrosyan (en)    |     |
|               |                         |     |
| Remplaçants : |                         |     |
|               | Samvel Petrosyan (en)   | 72e |
|               |                         |     |
| Entraîneur :  |                         |     |
| Viktor Maslov |                         |     |

| Titulaires :         |                           |
|                      |                           |
|                      | Aleksandr Tkatchenko (en) |
|                      | Nikolaï Pintchouk (en)    |
|                      | Vladimir Malyguine (en)   |
|                      | Aleksandr Averianov       |
|                      | Iouri Vassenine (en)      |
|                      | Aleksandr Jouravliov (en) |
|                      | Viktor Kuznetsov (en)     |
|                      | Vladimir Beloussov (ru)   |
|                      | Iouri Ieliseïev           |
|                      | Anatoli Kuksov            |
|                      | Iouri Kovaliov (ru)       |
|                      |                           |
| Entraîneur :         |                           |
| Ievgueni Pestov (ru) |                           |

| Titulaires :  |                         |     |
|               |                         |     |
|               | Alyosha Abrahamyan (en) |     |
|               | Sanasar Gevorkian (ru)  |     |
|               | Armen Sarkisian (ru)    |     |
|               | Aleksandr Mirzoyan (en) |     |
|               | Noraïr Mesropian (ru)   |     |
|               | Arkadi Andreasyan       |     |
|               | Sergueï Bondarenko (ru) |     |
|               | Levon Ishtoyan          | 72e |
|               | Eduard Markarov         |     |
|               | Souren Martirosian (ru) |     |
|               | Nazar Petrosyan (en)    |     |
|               |                         |     |
| Remplaçants : |                         |     |
|               | Samvel Petrosyan (en)   | 72e |
|               |                         |     |
| Entraîneur :  |                         |     |
| Viktor Maslov |                         |     |

| Titulaires :         |                           |
|                      |                           |
|                      | Aleksandr Tkatchenko (en) |
|                      | Nikolaï Pintchouk (en)    |
|                      | Vladimir Malyguine (en)   |
|                      | Aleksandr Averianov       |
|                      | Iouri Vassenine (en)      |
|                      | Aleksandr Jouravliov (en) |
|                      | Viktor Kuznetsov (en)     |
|                      | Vladimir Beloussov (ru)   |
|                      | Iouri Ieliseïev           |
|                      | Anatoli Kuksov            |
|                      | Iouri Kovaliov (ru)       |
|                      |                           |
| Entraîneur :         |                           |
| Ievgueni Pestov (ru) |                           |